# Franz von Werra
Franz Xaver von Werra (Leuk, 13 luglio 1914 – Vlissingen, 25 ottobre 1941) è stato un aviatore tedesco che prestò servizio nella Luftwaffe durante la seconda guerra mondiale, asso dell'aviazione da caccia con 22 vittorie confermate, fu decorato con la Croce di Cavaliere della Croce di Ferro e la Croce di Ferro di prima classe.

## Biografia
Nacque a Leuck, in Svizzera, il 13 luglio 1914 all’interno di una famiglia di nobili origini figlio del barone Leo II von Werra (1864-1945) e di Henriette von Wolff (1885-1970). La famiglia si trasferì in Germania poco prima dello scoppio della prima guerra mondiale, e dopo che le fortune economiche del padre avevano subito un duro tracollo egli e una delle sorelle vennero adottati della baronessa Leina von Haber e del suo consorte, Oswald Carl, un ufficiale di cavalleria. Crebbe nel palazzo di famiglia, ma adolescente fuggi di casa per imbarcarsi sul piroscafo Niederwald e raggiungere New Orleans, negli Stati Uniti d'America, ma l’intervento della madre fece sì che appena giunto negli USA fosse subito rispedito in Germania, dove nel 1932 andò a lavorare in un’industria automobilistica fino a quando non partì per prestare servizio militare. Nel 1934 prestò domanda di arruolamento nella Luftwaffe, entrandovi nel gennaio 1936 per seguire il corso allievi ufficiali piloti da cui uscì nel 1938 con il grado di sottotenente. Assegnato allo Jagdgeschwader 131, iniziò a volare sui nuovi caccia Messerschmitt Bf 109B rimanendovi fino al maggio 1939 quando venne trasferito allo Jagdgeschwader 3 equipaggiato con il nuovo modello Bf 109E.
Andò in combattimento a partire dall’inizio dell'operazione Fall Weiss, eseguendo missioni di mitragliamento contro le truppe polacche in ritirata.  Al termine delle operazioni fu promosso Oberleutnant e nominato Aiutante di gruppo del II/JG 3 di stanza sull’aeroporto di Zerbst, posto nelle vicinanze di Berlino.  Dopo l’inizio delle operazioni belliche contro Francia, Belgio e Paesi Bassi, il suo reparto esordì in azione il 19 maggio 1940 quando abbatte cinque caccia Hawker Hurricane dell’aeronautica belga nei pressi di Arras, uno dei quali gli fu assegnato.  Il 23 maggio conseguì la sua quinta vittoria a spese di un Hurricane del No.32 Squadron della Royal Air Force, ottenendo una doppietta il giorno 24 quando distrusse due bombardieri leggeri Breguet Bre 690  dell’aeronautica francese. Il 25 conseguì un’altra vittoria abbattendo bimotore Potez 63, e il 3 giugno un caccia Morane-Saulnier MS.406 che gli fece ottenere la Croce di Ferro di prima classe.

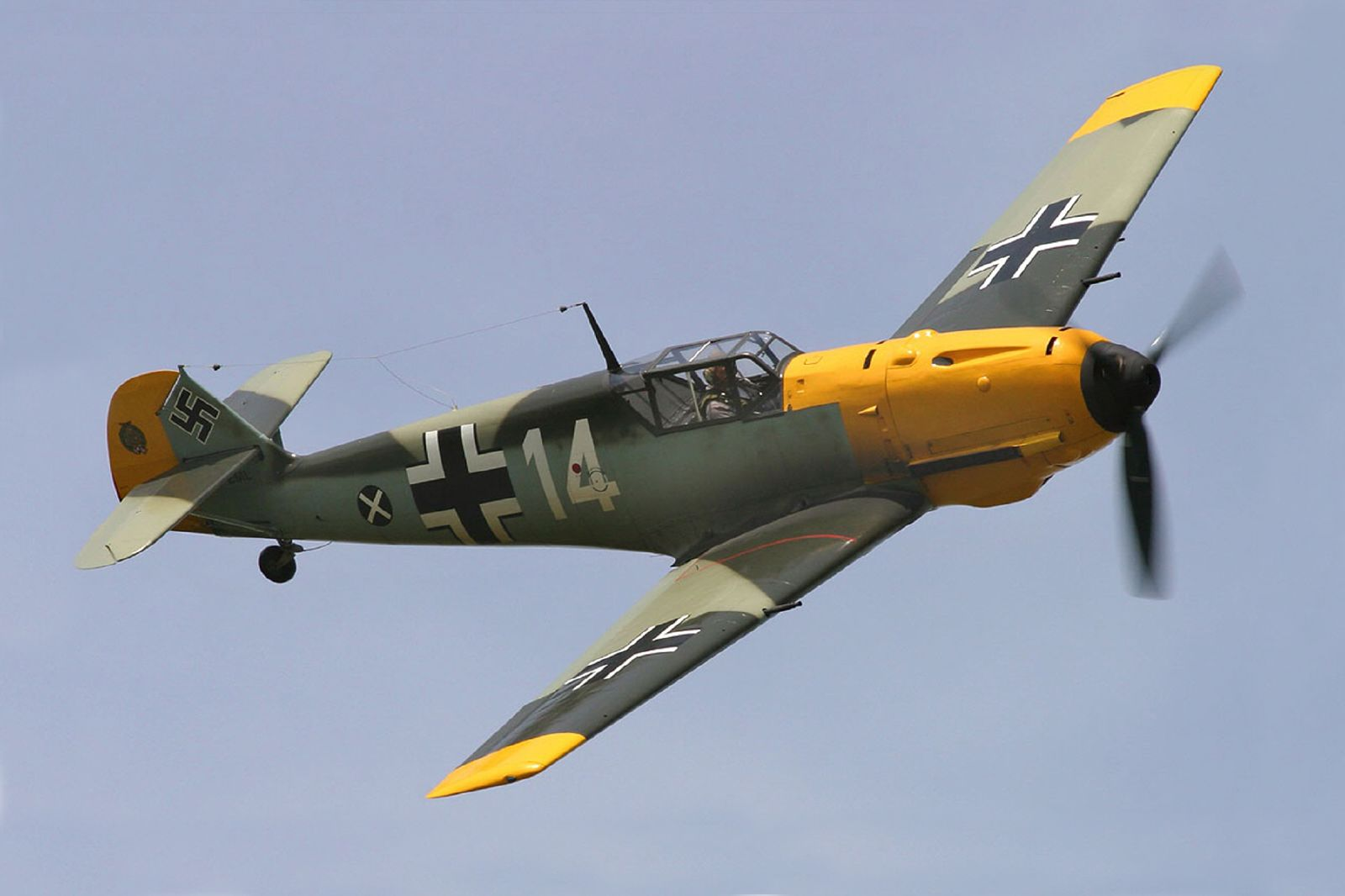
Un caccia Messerschmitt Bf 109E in volo a Thunder Over, Michigan.

Basato sul campo d’aviazione di Wierre-au-Bois il suo reparto iniziò le operazioni aeree sull’Inghilterra il 28 agosto, quando abbatte un Hurricane del No.56 Squadron di stanza ad Hawkinge Il 5 settembre 1940 venne abbattuto durante una incursione sul Kent da un caccia Supermarine Spitfire del No.234 Squadron pilotato dall’asso Paterson Hughes. Atterrato fortunosamente nei pressi di Marden, fu preso prigioniero ed internato nel campo di prigionia di Grizeldale Hall da dove fuggì il 7 ottobre per essere subito ripreso e successivamente trasferito a Swanwick.  Fuggito anche da qui riusci insieme a quattro compagni, assumendo l’identità fasulla del capitano olandese Albert van Lott, riuscì a farsi trasportare presso il campo d’aviazione di Hucknall venendo catturato mentre già si trovava seduto sul posto di pilotaggio di un Hurricane. Riportato a Swanwick gli arrivò la notizia che era stato decorato con la Croce di Cavaliere della Croce di Ferro.
Il 2 gennaio 1941 fu trasferito insieme ad altri 1.250 prigionieri,  in Canada a bordo del transatlantico Duchess of York, dove fu rinchiuso inizialmente in un campo di prigionia della Nuova Scozia, e poi in quello di Halifax dove si trovavano solo militari della Luftwaffe. 
Il 24 gennaio durante un nuovo trasferimento riuscì ad evadere dal treno per attraversare fortunosamente, dopo una lunga marcia, il fiume San Lorenzo e riparare negli allora neutrali Stati Uniti, raggiungendo l’ambasciata tedesca di New York. Via Messico e Perù raggiunse il Brasile dove si imbarcò su un transatlantico spagnolo per raggiungere Barcellona il 16 aprile 1941. Arrivato da Berlino il 18 dello stesso mese fu ricevuto personalmente da Hitler e Goring che gli comunicò la promozione ad Hauptmann.
Assunto il comando della I/JG 53 ritornò in azione il 22 giugno quando iniziò l’Operazione Barbarossa contro l’Unione Sovietica, conseguendo il primo abbattimento su quel fronte il 6 luglio, quando distrusse un bombardiere Tupolev SB della V-VS, cui seguì un Ilyushin DB-3 il 10 luglio.  Raggiunta quota 21 vittorie il 20 settembre lo I/JG 53 fu trasferito a Mannheim per essere riequipaggiato con il nuovo Bf 109F-4, raggiungendo quindi l’Olanda per partecipare alla difesa aerea della Germania dalle prime incursioni a lungo raggio portate dai bombardieri della RAF.
In vista del trasferimento nel Mediterraneo furono intensificati i voli di addestramento sul Mare del Nord, e durante uno di questi il suo aereo ebbe problemi al motore e precipitò in mare, nei pressi di Flessinga il 25 ottobre 1941, causando la morte del pilota. Lasciava la moglie Elfie Traut, originaria di Innsbruck, sposata a Beuron il 22 agosto 1941. La notizia della sua morte, così come quelle di Ernst Udet e Werner Mölders fu tenuta nascosta e comunicata ufficialmente sono nel mese di novembre, dicendo era caduto in combattimento sul fronte occidentale.
Il corpo non fu ritrovato. 
La storia del pilota tedesco ha dato lo spunto al film Sfida agli inglesi (1957), interpretato da Hardy Krüger.

## Onorificenze

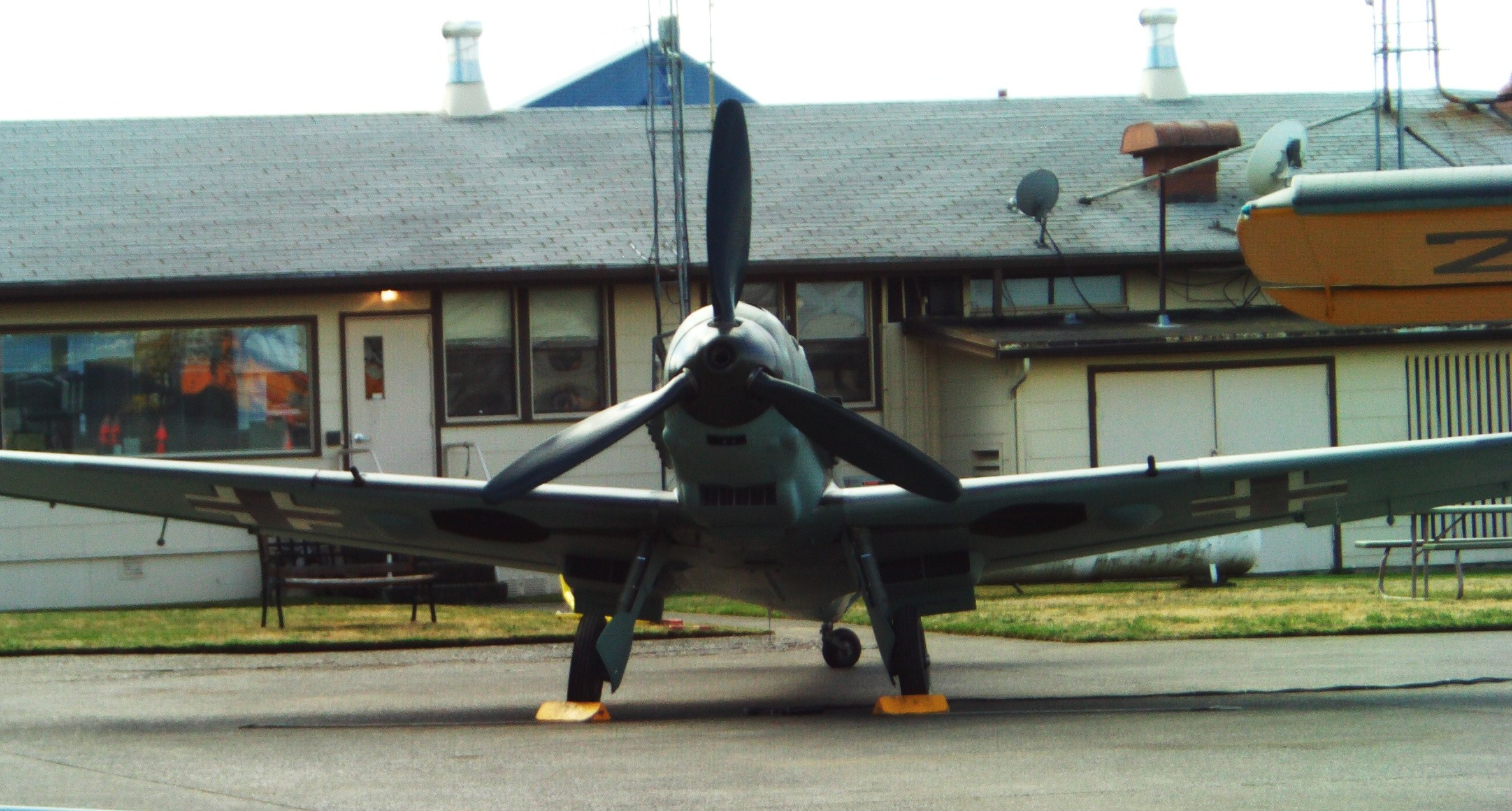
Un caccia Messerschmitt Bf 109E-3 esposto a Paine Field, Stati Uniti, nel 2010.

## Pubblicazioni
- Meine Flucht aus England, inedito.[N 6]

### Annotazioni
1. ↑  Era il settimo degli otto figli della coppia.
2. ↑  Nel marzo del 1939 ebbe un grave incidente di volo che lo costrinse all’inattività fino all’agosto dello stesso anno.
3. ↑  In quella occasione riferì al comando tedesco di aver sorpreso cinque Hurricane in fase di atterraggio ad Hawkinge, e di averne abbattuto due e un terzo probabile, e poi di aver mitragliato l’aeroporto distruggendo al suolo ulteriori cinque aerei. Le sue affermazioni vennero riportate dalla radio tedesca il 30 agosto 1940, ma nessuna di queste presunte vittorie gli fu accreditata. Nulla di quanto affermato da Von Werra è confermato dai diari di guerra della RAF.
4. ↑  Oltre a von Werra vi erano il maggiore Heinz Cramer, il Leutnant Walter Manhard, il Leutnant Ernst Wagner (5./GG 54) e l’Oberleunant Johannes Wilhelm (StG 77).
5. ↑  La sua non conoscenza dei comandi del velivolo Hurricane attrasse l’attenzione del maggiore Boniface che salì sull’ala dell’aereo impugnando una pistola.
6. ↑  Il manoscritto non passò la censura in quanto considerato troppo tenero nei confronti degli inglesi. Von Werra disse sempre che era stato trattato bene durante la sua prigionia.

### Periodici
- Marco Di Nunzio, Franz von Werra, in Storia & Battaglie, n. 158, Vicchio, Luca Poggiali Editore, dicembre 2016,  pp. 42-45.